# Klagensrampat
Klagensrampat is een bestuurslaag in het regentschap Lamongan van de provincie Oost-Java, Indonesië. Klagensrampat telt 1277 inwoners (volkstelling 2010).